# Andrijan Grigor'evič Nikolaev
Andrijan Grigor'evič Nikolaev (in russo Андриян Григорьевич Николаев?; Šoršely, 5 settembre 1929 – Čeboksary, 3 luglio 2004) è stato un cosmonauta sovietico.
Nacque in Ciuvascia al tempo una Repubblica Socialista Sovietica Autonoma, ora facente parte della parte europea della Federazione Russa.

## Studi e carriera
Nikolaev frequentò una scuola di formazione professionale per diventare medico, cambiò successivamente facoltà per studiare economia forestale in Carelia, dove si diplomò nel 1947 quale guardaboschi. Nel 1950 venne chiamato a prestare servizio presso l'Armata Rossa, dove venne addestrato quale pilota di aerei da combattimento fino al 1954. Contemporaneamente frequentò la scuola superiore dell'aeronautica militare e l'Accademia per Ingegneri dell'Aeronautica Militare dell'Unione Sovietica. Dal 1955 al 1960 prestò regolare servizio in diverse unità dell'aviazione.
Nel marzo del 1960 avvenne la sua selezione per il programma spaziale e la sua nomina quale membro del primo gruppo di cosmonauti scelti. Durante la missione Vostok 3 svoltasi dall'11 al 14 agosto 1962 divenne il terzo cosmonauta sovietico che dopo Jurij Alekseevič Gagarin e German Stepanovič Titov raggiunse lo spazio. A bordo della Vostok 3 orbitò per quattro giorni raggiungendo ben 64 orbite. Storica fu la sua conferenza stampa svoltasi a Mosca pochi giorni dopo il suo rientro. Assieme a Pavel Romanovič Popovič, che a bordo della Vostok 4 era stato lanciato nello spazio un giorno dopo, raccontò di questa sua esperienza davanti da ben 5000 giornalisti. Quale comandante di una navicella spaziale scelse il nomignolo di Сокол (Sokol, it. "falco") per i collegamenti via radio.
A partire dal 1966 iniziò con l'addestramento per un successivo volo verso la Luna. Nel 1970 venne nominato per l'esecuzione della missione della Sojuz 9. Dell'equipaggio fece inoltre parte il cosmonauta Vitalij Ivanovič Sevast'janov. Con 18 giorni di permanenza nello spazio era stato raggiunto un nuovo record di permanenza nello stato di assenza di forza di gravità.
Al rientro a terra venne constatato un forte grado di affaticamento dei cosmonauti, fenomeno successivamente denominato effetto Nikolaev. Sin da tale momento fu evidentemente chiaro, che per una missione verso una stazione spaziale fosse necessario un apposito allenamento fisico per evitare tale effetto.
Nel 1963 Nikolaev si sposò con Valentina Vladimirovna Tereškova, la prima donna in assoluto a volare nello spazio il 16 giugno 1963 e successivamente membro dell'Alto Soviet dell'Unione Sovietica. Il matrimonio venne celebrato a Mosca e usato per fini propagandistici sovietici. Si parla addirittura che il tutto fosse stato un'idea ed una messa in scena dell'allora Primo segretario del Partito Comunista dell'Unione Sovietica Nikita Sergeevič Chruščëv. Ad ogni modo venne assegnato agli sposi un appartamento di lusso sul Kutuzovskij Prospekt. Nel 1964 nacque la loro figlia Aljenka. Il matrimonio venne sciolto nel 1982.
Successivamente divenne direttore del Centro di addestramento cosmonauti Jurij Gagarin. Dal 1990 al 1993 fu deputato del Congresso del Popolo Sovietico. Gli venne conferito per due volte il titolo onorario di Eroe dell'Unione Sovietica e venne decorato dell'ordine di Lenin. Pure un cratere lunare porta il suo nome. In occasione del suo 70º compleanno venne prodotta una bottiglia di vodka decorata con il suo ritratto. 

### Morte
È morto a causa di un collasso cardiaco all'età di 74 anni mentre faceva l'arbitro durante una festa sportiva nella sua terra natale.